# مسجد فا يوان
مسجد فايوان (بالصينية: 法源清真寺) (بالبينين:Fǎyuán Qīngzhēnsì)، ويعرف أيضًا باسم مسجد داوي أو داوي جونجشي ، هو مسجد في منطقة شيتشنغ في بكين عاصمة الصين .